# A Pont-Neuf szerelmesei
A Pont-Neuf szerelmesei (Les amants du Pont-Neuf) egy 1991-ben bemutatott francia romantikus film, Juliette Binoche főszereplésével.

## Történet
|  | Alább a cselekmény részletei következnek! |

Alex Vogan fiatal, párizsi hajléktalan, aki a felújítás miatt mindennemű forgalom elől lezárt Pont Neuf hídon szokta meghúzni magát, egy másik, idősebb sorstársával, Hansszal együtt. Egy alkalommal megismerkedik a hídon egy fiatal nővel: Michèle Stalens, a fiatal festőnő attól fél, hogy mindkét szemére megvakulhat, emiatt nem tudja majd gyakorolni a hivatását, ezért szökik el az amúgy rendezett polgári életéből. Első „találkozásukra” a város egyik utcáján kerül sor, ahol Alex részegen tántorog, elesik és elalszik az úttesten, majd egy autó is áthajt a lábán, emiatt megsérül. Michèle épp helyet keres, ahol eltölthetné az éjszakát, amikor meglátja a fekvő fiút, akit halottnak hisz. A látvány megragadja, és mint később kiderül, nem sokkal később emlékezetből le is rajzolja. Alexre közben rátalálnak a rendőrök, detoxikálóba viszik, ahol ellátják a sérüléseit is. Ezt követően visszatér a hídra, ahol Hans figyelmezteti, hogy új szállóvendég érkezett közéjük: Michèle is pont ide települt le a macskájával, Louisiane-nal.
Hans nem örül a váratlan társaságnak, ezért másnap reggel dühösen elzavarja a lányt a hídról. Alex viszont érdeklődést mutat a lány és a magával hurcolt rajzai iránt, főleg amikor felfedezi, hogy az egyik rajz őt ábrázolja. El akarja kérni a rajzot, ebbe Michèle először nem akar belemenni, de utána rááll, abban az esetben, ha Alex modellt ül neki; a rajz mégsem készül el, mert a lány rosszul lesz. Ezt kihasználva Alex elolvassa a lánynál lévő levelet és miután arról megtudja Saint-Cloud-i lakcímét, a következő éjszaka elmegy oda. A nyitott ablakon át behatol a lakásba, ahonnan ellopja Michèle naplóját, ez alapján összeáll benne a kép, hogy a lány valószínűleg korábbi barátjába, Julienbe szerelmes, azóta is, hogy elhagyta az otthonát, de valami miatt kerüli őt.
Valójában Michèle épphogy keresi Julient, arra hivatkozva, hogy egyszer utoljára még látni akarja és le akarja rajzolni, ám pisztoly van nála, amivel végül be is lő a férfi lakásajtajának kukucskálóján. Utána visszatér a hídra, ahol Alexszel együtt mindketten leittasodnak, majd felhőtlenül szórakozni kezdenek, miközben a városban épp a francia forradalom 200. évfordulójára szervezett ünnepi tűzijáték zajlik. A mulatság csúcspontján kiszemelnek egy, a motorcsónakja mellett pihenő vízirendőrt, hogy leüssék; tervük ugyan nem sikerül pontosan úgy, ahogy elképzelték, de Alex feltalalja magát és lefejeli az egyenruhást. Ezután elkötik az ünnepi díszbe öltöztetett rendőrségi motorcsónakot, és azzal vízisíelni kezdenek a Szajnán. Végül a lány a vízbe esik, amire Alex is a folyóba ugrik, sorsára hagyva a motorcsónakot.
Éjszaka Alex, miután visszatértek a hídra és lefektette aludni a lányt, a jegyzetfüzetébe név nélkül egy szerelmes üzenetet ír. Hans másnap reggel ismét ellenségesen fordul a lány felé, aki erre elmagyarázza neki, hogy az egyre romló látása miatt költözött ki hazulról a hídra. Azt is elmeséli még, hogy az előző nap elment az egyik múzeumba, hogy ott még utoljára megnézzen egy képet, mielőtt megvakulna, de ott valamit szereltek, aminek fényhatásai miatt megfájdult a szeme és nem láthatta a képet. Hans erre megenyhül, és elmondja, hogy évtizedeken át éjjeliőrként dolgozott, mindenhova megvannak a kulcsai, így felajánlja, hogy valamelyik éjjel elviszi Michèle-t a múzeumba.
Közben az üzenetbe foglalt jelszavak alapján a fiatalok egyértelműsítik maguk számára, hogy egymást szeretik, majd ölelkezni és csatangolni kezdenek az éjszakai városban. Kitalálják azt is, hogy elemelnek néhány ampullányit abból az altatóból, amit Hans rejteget a ládájában, és amiből esténként egy-egy darabot szokott adni Alexnek, mivel az csak így tud elaludni, és az altató felhasználásával jutnak pénzhez, oly módon, hogy presszók teraszain elkábítanak jómódúnak tűnő vendégeket, kéregetés ürügyén elterelve a figyelmüket. Az így szerzett pénzből egy rövid időre a tengerhez is elutaznak; Alex azonban nem érzi ott jól magát, ismét visszakívánkozik a hídra.
Michèle különféle terveket kezd szövögetni arról, mi mindent kezdhetnének a könnyen jött pénzzel, Alexnek ez viszont nem tetszik, ezért úgy intézi, hogy a lány a reggeli tornája közben szándéktalanul a folyóba lökje a pénzt tartalmazó dobozt. Ettől összeroskad, de nem annyira, hogy a következő éjszakák valamelyikén ne menjen el Hansszal a múzeumba. A látogatás mégsem hozza meg a várt eredményt, mert Michèle segítséggel is csak alig látja a festményt. Közben Alex a féltékenysége miatt leissza magát, és nem is teljesen ok nélkül, mert a múzeum sötétjében Hans is elgyengül a lány iránt. Alex agresszívan fogadja a visszaérkező lányt, összeverekszenek, de gyorsan kibékülnek. Hans közben lebotorkál a folyópartra, ahol belecsúszik a vízbe és elmerül.
Hosszabb idő elteltével folytatódik a történet – erre a korábban szinte kopasz Alex jóval dúsabb hajviselete és rendezettebb öltözete alapján lehet következtetni –, a lány már-már beletörődött szeme világának elvesztésébe. Alexet azzal biztatja, hogy mindig együtt lesznek és ő lesz a fehér botja, amikor a fiú egy metróalagútban megpillant egy plakátot: Michèle nagy méretű arcképe van rajta: családja azért keresteti, mert kiderült: immár valószínűleg gyógyítani lehet a szembetegségét. Alex egyből megérzi, hogy ezáltal elveszítheti a lányt, ezért megpróbál minden plakátot megsemmisíteni és minden nyomot lerombolni, ami arra utal, hogy a látása javítható. Kifigyeli a plakátragasztó autóját is és felgyújtja azt, a benne lévő plakátokkal, ezzel azonban véletlenül a plakátragasztónak a halálát is okozza.
Michèle azonban egy elcsípett rádiós felhívásból megtudja, hogy gyógyítható a betegsége, ezért elkábítja a fiút és egy búcsúüzenettel hazamegy a hídról. Amikor Alex felfedezi az üzenetet, előkeresi a lánytól korábban ellopott pisztolyt és azzal szétlövi kezének egyik ujját. Közben a plakátragasztó halála ügyén dolgozó nyomozók is eljutnak hozzá, elfogják és gyanúsítottként hallgatják ki; a bíróság ítélete: három év börtönbüntetés.
A fiatalok több mint két év után, a börtönmunkahelyen találkoznak újra, amikor Michèle meglátogatja Alexet; ő addigra sikeresen túljutott a műtéten, amellyel mindkét szeme rendbe jött. Megbeszélik, hogy szabadulás után újra találkoznak az időközben felújított hídon; erre Karácsony estéjén kerül sor. Elkészülhet végre Alexről az évek óta tervezett rajz is, és mindketten boldogok, ám amikor Michèle bejelenti, hogy mennie kell, a fiú dühöngeni kezd, és a híd korlátjáról a vízbe rántja a lányt. Egy arra haladó uszályról kimentik őket, a hajóval egy idős fuvarozó házaspár utazik, utolsó útjukra, Le Havre-ig. Michèle a fordulat hatására meggondolja magát, és közli, hogy ők is szeretnének a hajósokkal tartani. A film legvégén a fiatalok boldogan szelik át a folyón utazva az éjszakai Párizst...
|  | Itt a vége a cselekmény részletezésének! |

## Közreműködők

### Szereplők
- Michele Stalens: Juliette Binoche
- Alex Vogan: Denis Lavant
- Hans: Klaus-Michael Grüber
- Alex barátja: Daniel Buain
- Marion: Marion Stalens

### Alkotók
- Rendező: Leos Carax
- Forgatókönyvíró: Leos Carax
- Zeneszerző: Arvo Pärt, Fred Chichin
- Operatőr: Jean-Yves Escoffier
- Producer: Christian Fechner
- Vágó: Nelly Quettier

## A filmben felhangzó zeneművek
- Catherine Ringer - Fred Chichin: Les amants (Les Rita Mitsuoko előadásában)
- David Bowie: Time will crawl
- Iggy Pop: Strong girl
- Public Ennemy: You're gonna get yours
- Arvo Pärt: Cantus in memory of Benjamin Britten
- Benjamin Britten: Variations on a theme of Frank Bridge, Opus 10
- Johann Strauss: Kék Duna keringő
- Kodály Zoltán: Csellószonáta Opus 8.
- Jo Privat: Mains de velours
- Jo Privat: Romanella
- Assy & Mansour Rahbany: Ya saken elali
- Assy & Mansour Rahbany: Jayebli Salam
- Rouget de l'Isle: La Marseillaise
- Tobias et Hume: Harke, harke
- Maitres tambours de Burundi: 'Suite de danses rituelles
- Gilles Tinayre: Byte of the devil
- Dmitrij Sosztakovics: F-dúr vonósnégyes, Opus 73.
- Einar Englund: Concerto 12 csellóra